# Mercedes-Benz Classe C (Type 205)
 (mai 2016).
Si vous disposez d'ouvrages ou d'articles de référence ou si vous connaissez des sites web de qualité traitant du thème abordé ici, merci de compléter l'article en donnant les références utiles à sa vérifiabilité et en les liant à la section « Notes et références ».
La Mercedes-Benz Type 205 est une voiture familiale ayant les carrosserie de Berline, Break, Coupé et Cabriolet. Elle est fabriquée par Mercedes-Benz de 2014 à 2021. La Type 205 fait partie de la Classe C.

## Historique
Présentée au public pour la première fois en janvier 2014 au 95e Salon international de l'automobile d'Amérique du Nord (NAIAS), la berline de la série 205 (W205) a remplacé la série 204  construite entre mars 2007 et mai 2014 depuis le 15 mars 2014. La production en série de la berline a débuté le 4 février 2014. Le break (S205) a été présenté pour la première fois le 23 mai 2014 dans l'usine de production de Brême, le lancement sur le marché a eu lieu en septembre de la même année. Au Salon de l'automobile de Francfort (IAA) de septembre 2015, le coupé (A205) a été présenté et a été commercialisé depuis décembre 2015. Le 29 février 2016, la version cabriolet (C205) a été présentée au Salon international de l'automobile de Genève 2016. 
En mars 2018, un lifting complet - avec 6 500 pièces, plus de 50% de toutes les pièces ont été changées ou remplacées, et une version hybride rechargeable diesel a été présentée au Salon international de l'automobile de Genève 2018. Il a été commercialisé le 7 juillet 2018. 
Fin de production et de la commercialisation de cette série en avril 2021. Au moment où le modèle successeur a été présenté en février 2021, 2,5 millions de véhicules de ce type avaient été produits. 

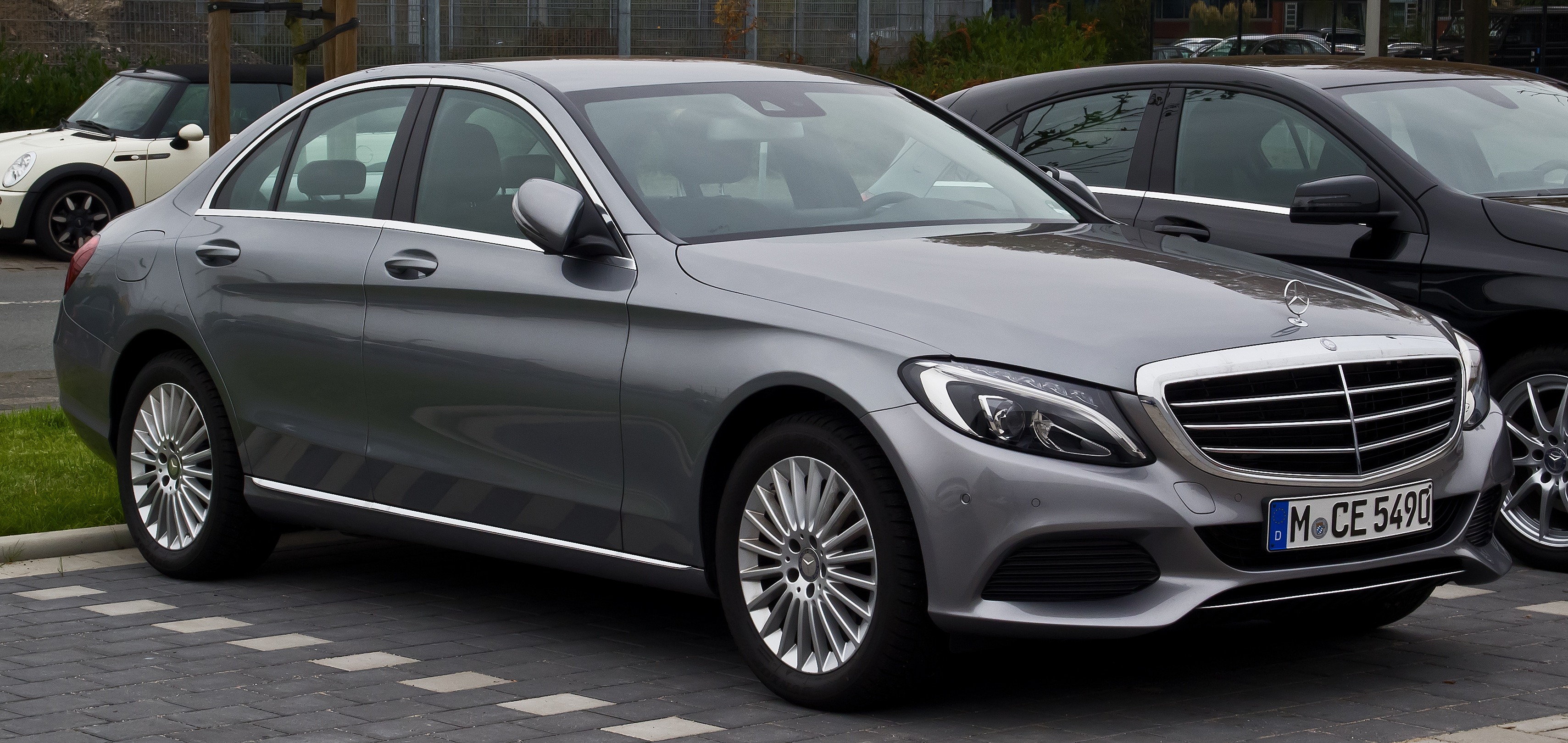
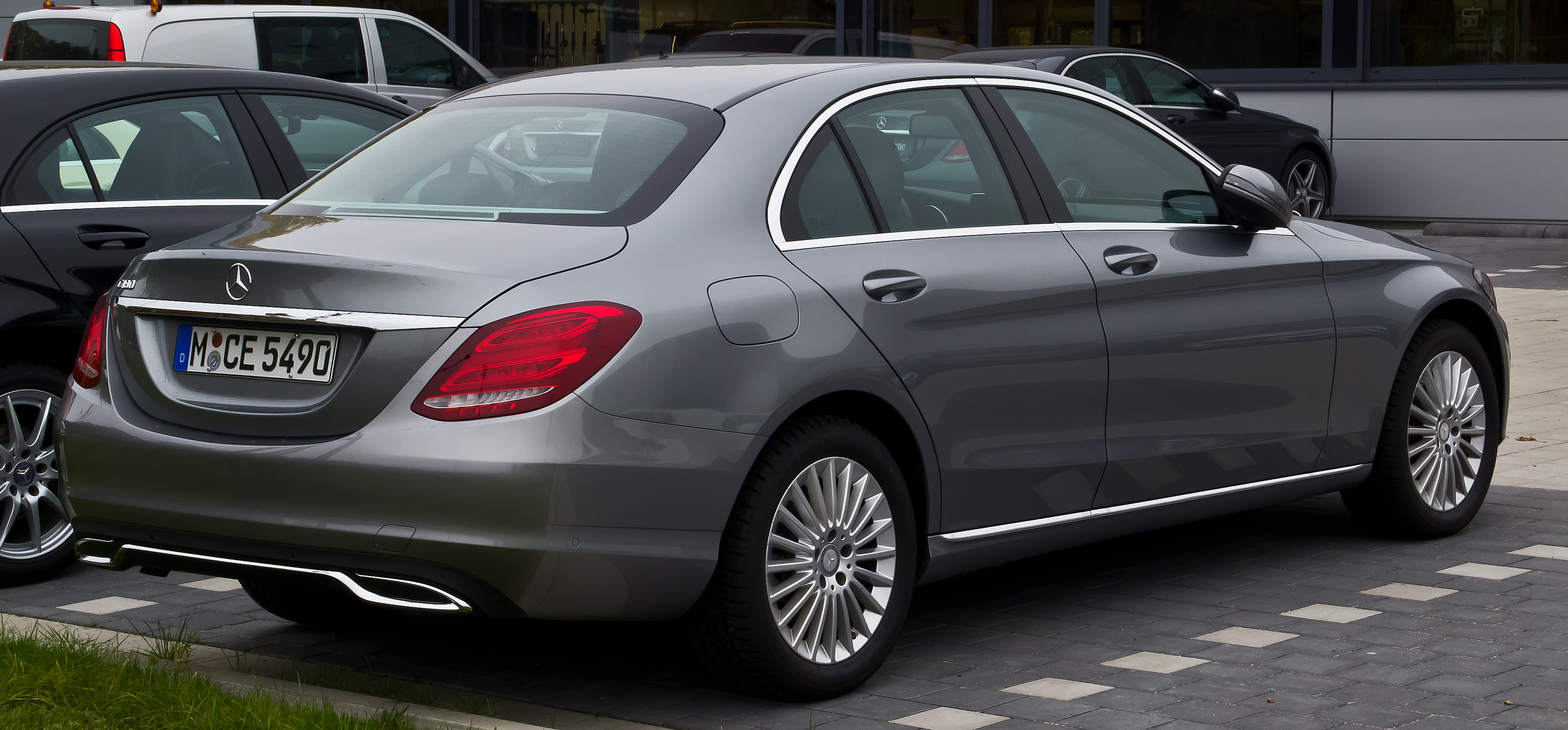
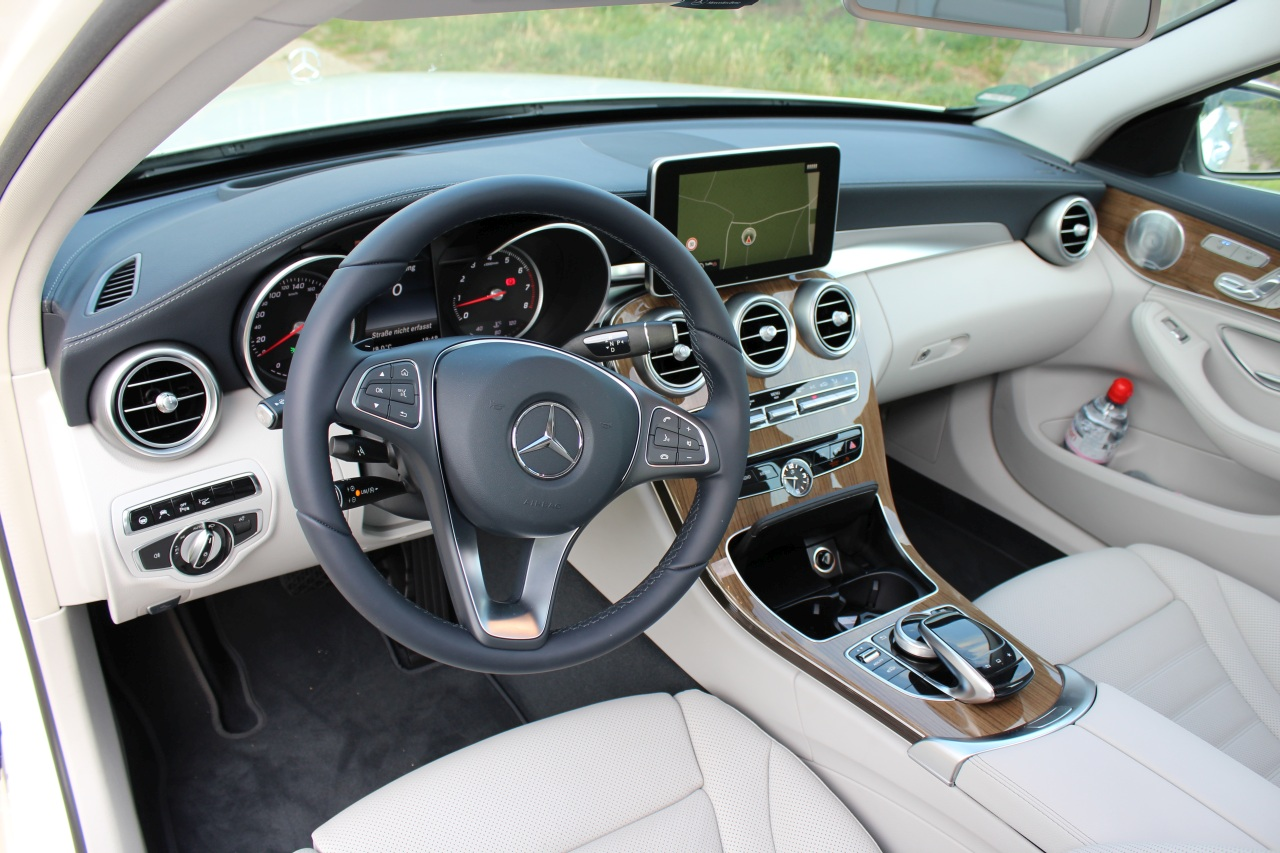

## Les différentes versions

### Carrosseries
Berline (W205)

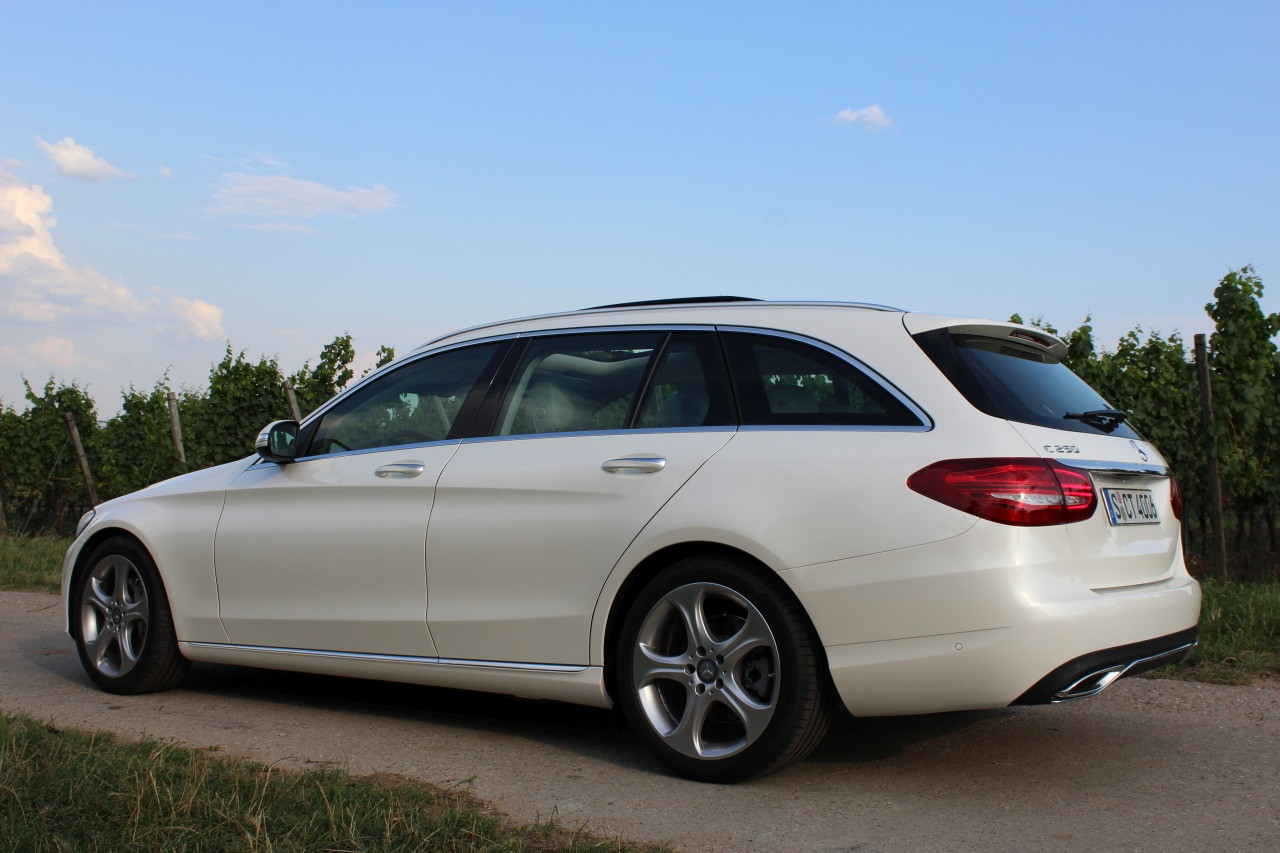
S205 (Break).

- Carrosserie standard de la gamme. Elle remplace la W204.

Berline Longue (V205)
- Pour le marché chinois uniquement. Elle n'a aucun prédécesseur.

Break (S205)
- Déclinaison Break de la Mercedes-Benz W205. Elle remplace la S204 basée sur la W204.

Coupé (C205)

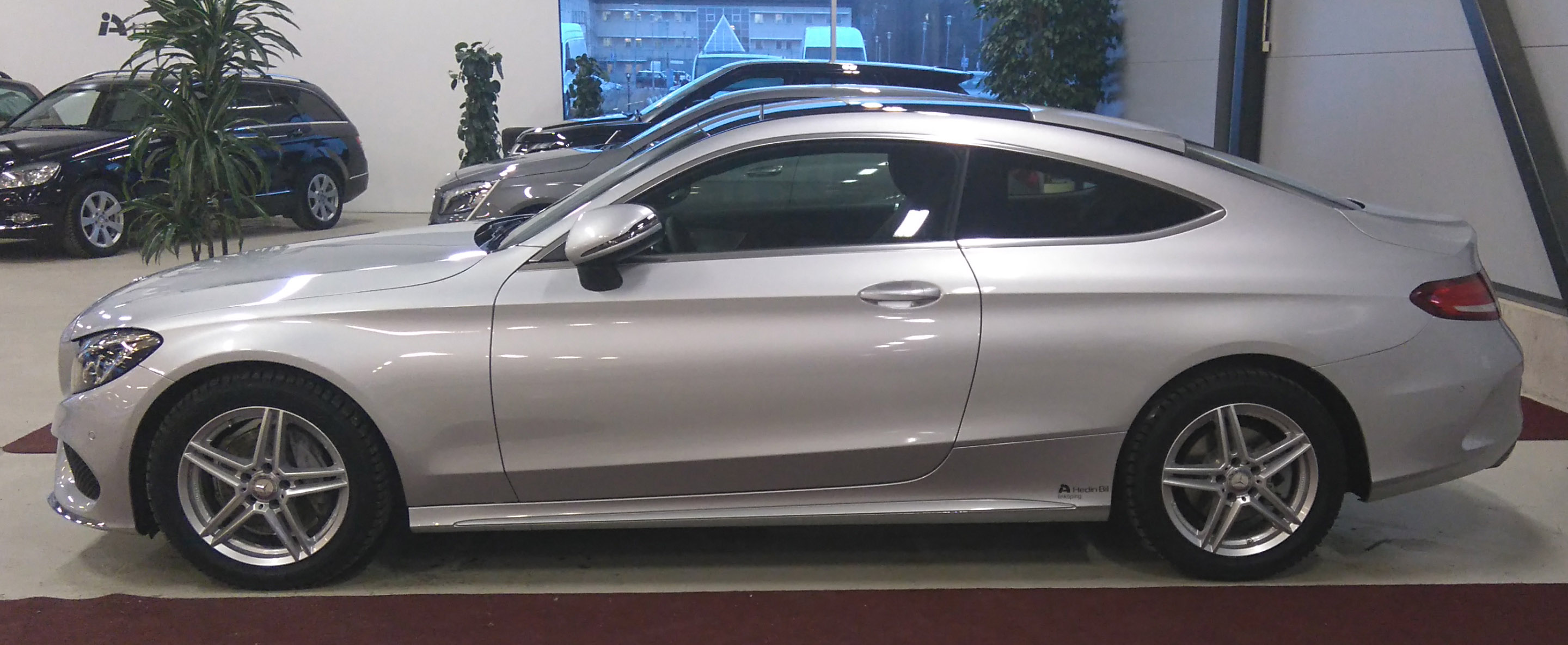
C205 (Coupé).

- Déclinaison Coupé de la Mercedes-Benz W205 qui remplace celle datant de 2011, la C204 apparue lors du restylage de la W204. Elle est produite depuis début 2016 après sa présentation au Salon de Francfort 2015[3],[4]. Elle est restylée au Salon de New York 2018[5].

Cabriolet (A205)
- Déclinaison Cabriolet de la Mercedes-Benz W205. Elle a été pistée depuis plusieurs mois de la fin d'année 2015, découverte à nu avec uniquement la partie arrière légèrement camouflée[6]. En février 2016, la marque dévoile un teaser de cette variante[7], quelques jours avant les premières photos officielles. Elle est dévoilée au Salon de Genève 2016[8]. Elle est restylée au Salon de New York 2018[9].

### Modèles de base
C 160 ; C 180 ; C 200 ; C 220 ; C 250 ; C 300 ; C 350 ; C 400 ; C 450
- Voir : Motorisations.

### Version spécifiques
AMG
- Voir : Mercedes-AMG Type 205.

### Les séries spéciales
Edition 1

Cette série spéciale accroît encore davantage la sportivité, l'exclusivité et le confort du véhicule.[non neutre] Elle est disponible pour une durée limitée.
- Équipements extérieurs supplémentaires :
  - Jantes alliage AMG + Vitres teintées + Logo Edition 1 sur carrosserie.
  - Pack disponible : "AMG Line".
- Équipements intérieurs supplémentaires :
  - Éclairage dʼambiance + Personnalisation au choix de l'acheteur.
  - Pack disponible : "Pack Confort".

C 63 AMG "Edition 1"
- Voir : Mercedes-AMG Type 205.

## Caractéristiques

### Motorisations

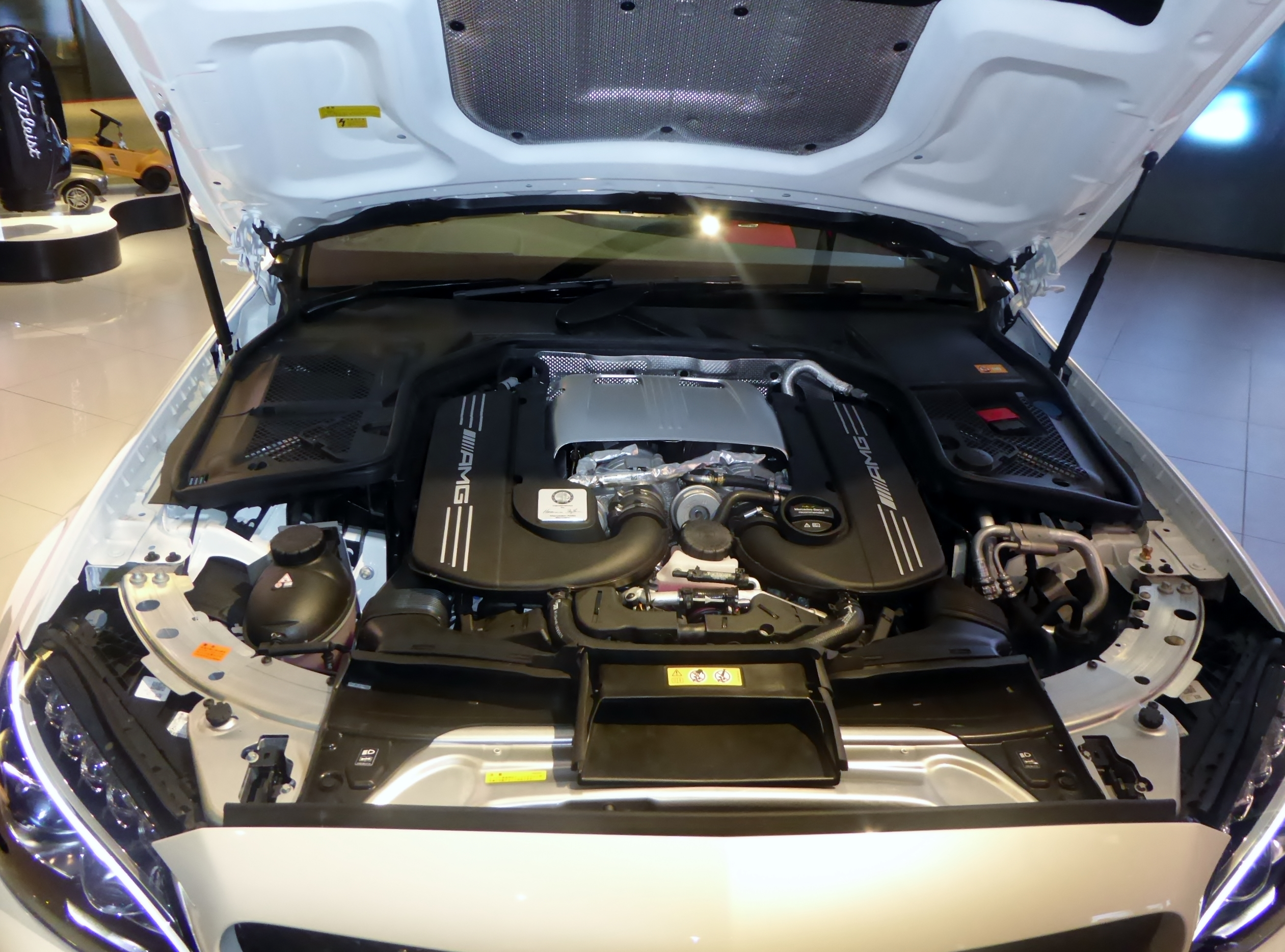
Moteur M 177

La Type 205 a eu trois motorisations différentes de quatre cylindres lors de son lancement (deux essence et un diesel). Elle en a en 2018 seize de disponible dont huit en essence et huit en diesel. Les modèles C 350 e et C 300 h sont équipés d'un moteur électrique en plus du thermique. 2018 marque la fin des moteurs V6 équipant la classe C à part les préparations AMG.
L’usine des moteurs M274 D20 est située à Decherd au Tennessee. Elle est conjointe avec Nissan qui équipe ses Infiniti Q50 des moteurs M274 D20.
Tous les moteurs sont conformes à la norme anti-pollution Euro 6.
- Du côté des moteurs essence :
  - le M 274 D16 quatre cylindres en ligne à injection directe de 1,6 litre avec turbocompresseur. Disponible sur la C 160 en 129 ch et sur la C 180 en 156 ch.
  - le M 274 D20 quatre cylindres en ligne à injection directe de 2,0 litres avec turbocompresseur. Disponible sur les C 200 en 184 ch, C 250 en 211 ch et C300 en 245 ch.
  - le M 276 six cylindres en V à injection directe de 3,0 litres avec bi-turbocompresseur. Disponible sur la C 400 en 333 ch et sur la C 450 en 367 ch.

| Modèle                                      | Construction      | Moteur + Nom               | Cylindrée         | Performance                          | Couple                       | 0 à 100 km/h | Vitesse maxi | Consommation + CO2                |
| C 160 (boite manuelle 6)                    | 05/2015 - 05/2018 | 4 cylindres en ligne M 274 | 1 595 cm3 (1,6 L) | 95 kW (129 ch) à 5 000 tr/min        | 210 N m à 1 200–4 000 tr/min | 9,9 s        | 216 km/h     | 5,2 - 5,7 L/100 km 120 - 132 g/km |
| C 180 (boite manuelle 6 ou automatique 7-9) | 02/2014 - 04/2021 | 4 cylindres en ligne M 274 | 1 595 cm3 (1,6 L) | 115 kW (156 ch) à 5 300 tr/min       | 250 N m à 1 250–4 000 tr/min | 8,2 s        | 225 km/h     | 5,0 - 5,5 L/100 km 116 - 135 g/km |
| C 200 (boite manuelle 6 ou automatique 7-9) | 02/2014 - 04/2021 | 4 cylindres en ligne M 274 | 1 991 cm3 (2,0 L) | 135 kW (184 ch) à 5 500 tr/min       | 300 N m à 1 200–4 000 tr/min | 7,5 s        | 237 km/h     | 5,3 - 5,8 L/100 km 123 - 136 g/km |
| C 200 4MATIC (boite automatique 7-9)        | 05/2015 - 04/2021 | 4 cylindres en ligne M 274 | 1 991 cm3 (2,0 L) | 135 kW (184 ch) à 5 500 tr/min       | 300 N m à 1 200–4 000 tr/min | 7,6 s        | 229 km/h     | 6,1 - 6,5 L/100 km 141 - 152 g/km |
| C 250 (boite automatique 7)                 | 06/2014 - 05/2018 | 4 cylindres en ligne M 274 | 1 991 cm3 (2,0 L) | 155 kW (211 ch) à 5 500 tr/min       | 350 N m à 1 200–4 000 tr/min | 6,6 s        | 250* km/h    | 5,3 - 5,6 L/100 km 123 - 140 g/km |
| C 300 (boite automatique 7)                 | 01/2015 - 05/2018 | 4 cylindres en ligne M 274 | 1 991 cm3 (2,0 L) | 180 kW (245 ch) à 5 500 tr/min       | 370 N m à 1 300–4 000 tr/min | 6,1 s        | 250* km/h    | 6,3 - 6,5 L/100 km 143 - 157 g/km |
| C 400 4MATIC (boite automatique 7)          | 08/2014 - 05/2018 | 6 cylindres en V M 276     | 2 996 cm3 (3,0 L) | 245 kW (333 ch) à 5 250–6 000 tr/min | 480 N m à 1 400–4 000 tr/min | 5,2 s        | 250* km/h    | 7,3 - 8,0 L/100 km 170 - 181 g/km |
| C 450 AMG 4MATIC (boite automatique 7)      | 06/2015 - 05/2016 | 6 cylindres en V M 276     | 2 996 cm3 (3,0 L) | 270 kW (367 ch) à 5 500–6 000 tr/min | 520 N m à 2 000–4 000 tr/min | 4,9 s        | 250* km/h    | 7,6 L/100 km 178 - 180 g/km       |

* : limitée électroniquement.
- Du côté des moteurs diesel :
  - le OM 626 quatre cylindres en ligne à injection directe Common Rail de 1,6 litre avec turbocompresseur faisant 116 ch. Disponible sur la C 180 d.
  - le OM 626 quatre cylindres en ligne à injection directe Common Rail de 1,6 litre avec turbocompresseur faisant 136 ch. Disponible sur la C 200 d.
  - le OM 654 quatre cylindres en ligne à injection directe Common Rail de 2,0 litres avec turbocompresseur faisant 160 ch. Disponible sur la C 200 d et C220 d.
  - le OM 651 quatre cylindres en ligne à injection directe Common Rail de 2,1 litres avec bi-turbocompresseur faisant 136, 163 et 170 ch. Disponible sur les C 200 d et C220 d.
  - le OM 651 quatre cylindres en ligne à injection directe Common Rail de 2,1 litres avec bi-turbocompresseur faisant 204 ch. Disponible sur les C 250 d.

| Modèle                                         | Construction      | Moteur + Nom                    | Cylindrée         | Performance                          | Couple                       | 0 à 100 km/h | Vitesse maxi | Consommation + CO2                |
| C 180 d (boite manuelle 6 ou automatique 7-9)  | 09/2014 - 04/2021 | 4 cylindres en ligne OM 626     | 1 598 cm3 (1,6 L) | 85 kW (116 ch) à 3 000–4 600 tr/min  | 280 N m à 1 500–2 800 tr/min | 11,5 s       | 205 km/h     | 3,8 - 4,6 L/100 km 99 - 118 g/km  |
| C 200 d (boite manuelle 6)                     | 09/2014 - 07/2018 | 4 cylindres en ligne OM 626     | 1 598 cm3 (1,6 L) | 100 kW (136 ch) à 3 800 tr/min       | 300 N m à 1 500–3 000 tr/min | 9,7 s        | 218 km/h     | 3,9 - 4,8 L/100 km 99 - 120 g/km  |
| C 200 d (boite manuelle 6)                     | 07/2018 - 04/2021 | 4 cylindres en ligne OM 654 D16 | 1 598 cm3 (1,6 L) | 118 kW (160 ch)                      | 360 N m à 1 600 tr/min       | 8,5 s        | 218 km/h     | 3,6 - 5 L/100 km 108 g/km         |
| C 200 d (boite automatique 7)                  | 09/2014 - 07/2018 | 4 cylindres en ligne OM 651     | 2 143 cm3 (2,1 L) | 100 kW (136 ch) à 2 800–4 600 tr/min | 350 N m à 1 200–2 700 tr/min | 10,2 s       | 210 km/h     | 4,3 - 4,8 L/100 km 109 - 122 g/km |
| C 200 d (boite automatique 9)                  | 07/2018 - 04/2021 | 4 cylindres en ligne OM 654 D16 | 1 598 cm3 (1,6 L) | 110 kW (150 ch)                      |                              | 8,1 s        | 222 km/h     | 3,9 - 5,3 L/100 km 117 g/km       |
| C 220 d (boite manuelle 6 ou automatique 7)    | 02/2014 - 05/2018 | 4 cylindres en ligne OM 651     | 2 143 cm3 (2,1 L) | 125 kW (170 ch) à 3 000–4 200 tr/min | 400 N m à 1 400–2 800 tr/min | 7,7 s        | 230 km/h     | 4,0 - 4,5 L/100 km 103 - 121 g/km |
| C 220 d 4MATIC (boite automatique 7)           | 05/2015 - 05/2018 | 4 cylindres en ligne OM 651     | 2 143 cm3 (2,1 L) | 125 kW (170 ch) à 3 000–4 200 tr/min | 400 N m à 1 400–2 800 tr/min | 7,7 s        | 227 km/h     | 4,8 - 5,2 L/100 km 127 - 137 g/km |
| C 220 d BlueEFFICIENCY (boite automatique 7-9) | 06/2014 - 05/2018 | 4 cylindres en ligne OM 651     | 2 143 cm3 (2,1 L) | 120 kW (163 ch) à 3 000–4 200 tr/min | 400 N m à 1 400–2 800 tr/min | 7,4 s        | 233 km/h     | 4,0 - 4,4 L/100 km 106 - 115 g/km |
| C 220 d (boite automatique 9)                  | 06/2018 - 04/2021 | 4 cylindres en ligne OM 654 D20 | 1 950 cm3 (2,0 L) | 143 kW (194 ch) à 4 200 tr/min       | 400 N m à 1 800 tr/min       | 6,9 s        | 240 km/h     | 4,0 - 4,4 L/100 km 121 g/km       |
| C 250 d (boite automatique 7-9)                | 06/2014 - 05/2018 | 4 cylindres en ligne OM 651     | 2 143 cm3 (2,1 L) | 150 kW (204 ch) à 3 800 tr/min       | 500 N m à 1 600–1 800 tr/min | 7,8 s        | 245 km/h     | 4,6 L/100 km 109 - 124 g/km       |
| C 250 d 4MATIC (boite automatique 7-9)         | 06/2014 - 05/2018 | 4 cylindres en ligne OM 651     | 2 143 cm3 (2,1 L) | 150 kW (204 ch) à 3 800 tr/min       | 500 N m à 1 600–1 800 tr/min | 7,0 s        | 239 km/h     | 4,6 - 5,2 L/100 km 121 - 137 g/km |
| C 300 d 4MATIC (boite automatique 9)           | 04/2019 - 04/2021 | 4 cylindres en ligne OM654 D20  | 1 950 cm3 (2,0 L) | 150 kW (245 ch) à 4 200 tr/min       | 500 N m à 1 600 tr/min       | 5,8 s        | 250 km/h     | 6,3 L/100 km 151 g/km             |

- Du côté des moteurs hybride :
  - le M 274 quatre cylindres en ligne à injection directe de 2,0 litres avec turbocompresseur faisant 211 + 81 ch avec le moteur électrique disponible sur la C 350 e et 221 + 122 ch sur la C 300 e la remplaçant.
  - le OM 651 quatre cylindres en ligne à injection directe Common Rail de 2,1 litres avec bi-turbocompresseur faisant 204 + 27 ch avec le moteur électrique. Disponible sur la C 300 h.
  - le OM 654 D20 quatre cylindres en ligne à injection directe Common Rail de 2,0 litres avec bi-turbocompresseur faisant 194 + 122 ch avec le moteur électrique. Disponible sur la C 300 DE.

| Modèle                                          | Construction      | Moteur + Nom                    | Cylindrée         | Performance                                                            | Couple                                                        | 0 à 100 km/h | Vitesse maxi | Consommation + CO2               |
| C 300 e (Hybride essence) (boite automatique 9) | 07/2019 - 04/2021 | 4 cylindres en ligne M 274      | 1 991 cm3 (2,0 L) | 163 kW (221 ch) à 1 600 tr/min + 90 kW (122 ch) avec moteur électrique | 350 N m à 1 200–4 000 tr/min + 350 N m avec moteur électrique | 5,4 s        | 250* km/h    | 1,8 L/100 km 39 g/km             |
| C 350 e (Hybride essence) (boite automatique 7) | 03/2015 - 07/2019 | 4 cylindres en ligne M 274      | 1 991 cm3 (2,0 L) | 155 kW (211 ch) à 5 500 tr/min + 60 kW (81 ch) avec moteur électrique  | 350 N m à 1 200–4 000 tr/min + 340 N m avec moteur électrique | 6,0 s        | 250* km/h    | 2,1 L/100 km 48 g/km             |
| C 300 h (Hybride diesel) (boite automatique 7)  | 09/2014 - 06/2019 | 4 cylindres en ligne OM 651     | 2 143 cm3 (2,1 L) | 150 kW (204 ch) à 3 800 tr/min + 20 kW (27 ch) avec moteur électrique  | 500 N m à 1 600–1 800 tr/min + 250 N m avec moteur électrique | 6,5 s        | 241 km/h     | 3,6 - 4,2 L/100 km 94 - 108 g/km |
| C 300 DE (Hybride diesel) (boite automatique 9) | 06/2019 - 04/2021 | 4 cylindres en ligne OM 654 D20 | 1 950 cm3 (2,0 L) | 143 kW (194 ch) à 3 800 tr/min + 90 kW (122 ch) avec moteur électrique | 400 N m à 1 600 tr/min + 440 N m avec moteur électrique       | 5,6 s        | 250* km/h    | 1,4 L/100 km 38 g/km             |

* : limitée électroniquement.

### Options et accessoires
Peinture

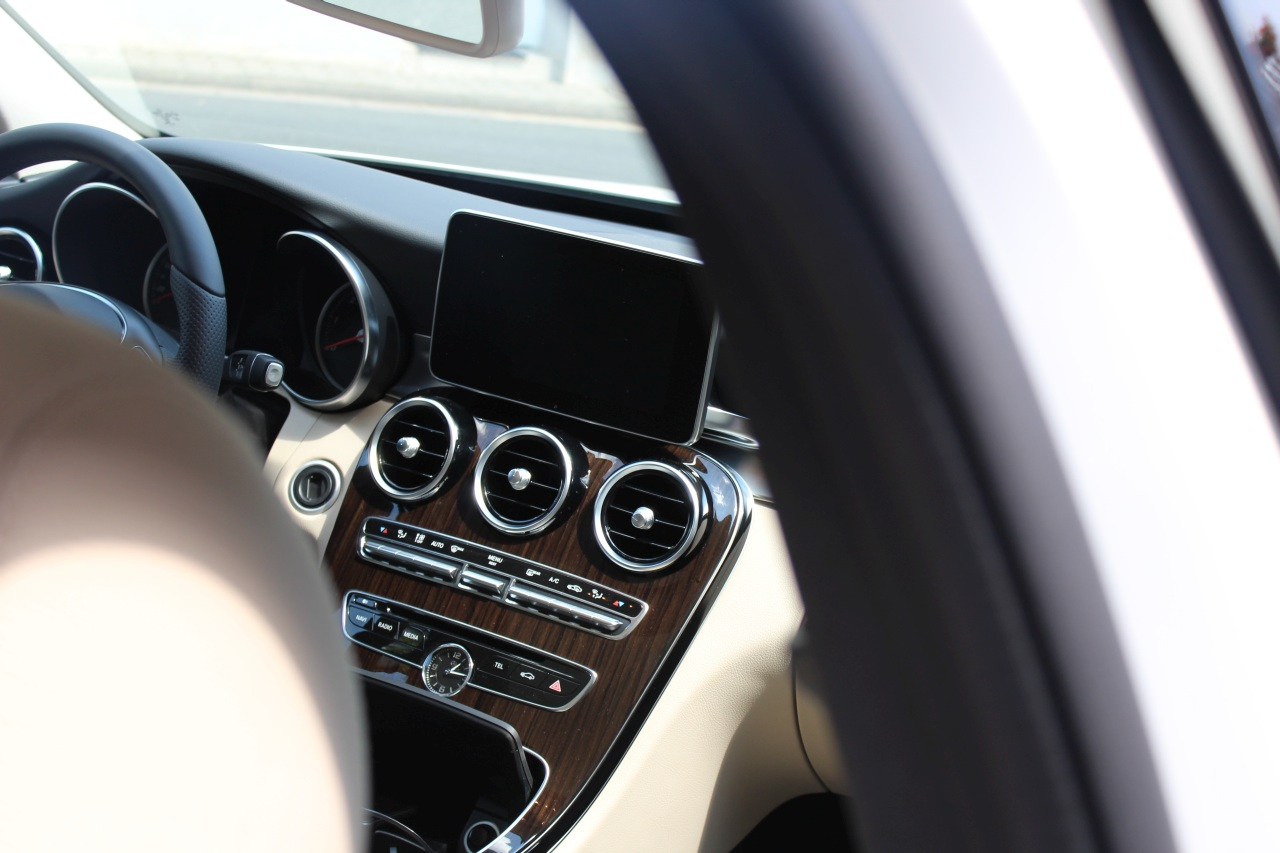

- Standard : Blanc Polaire, Blanc diamant, Rouge jacinthe, Argent Iridum Magno.
- Métallisée : Bleu brillant, Bleu Cavansite, Argent Mojave, Gris Graphite, Noir Obsidienne.

Jantes
Les tailles des jantes disponibles sont de 17, 18 ou 19 pouces suivant les modèles.
Autres
- Attelage électrique (commande à l'intérieur de la malle) ; Rangement ; Assistance de conduite.

## Mercedes-AMG Type 205
La Mercedes-AMG Type 205 est une familiale sportive dérivé de la Mercedes-Benz Type 205.

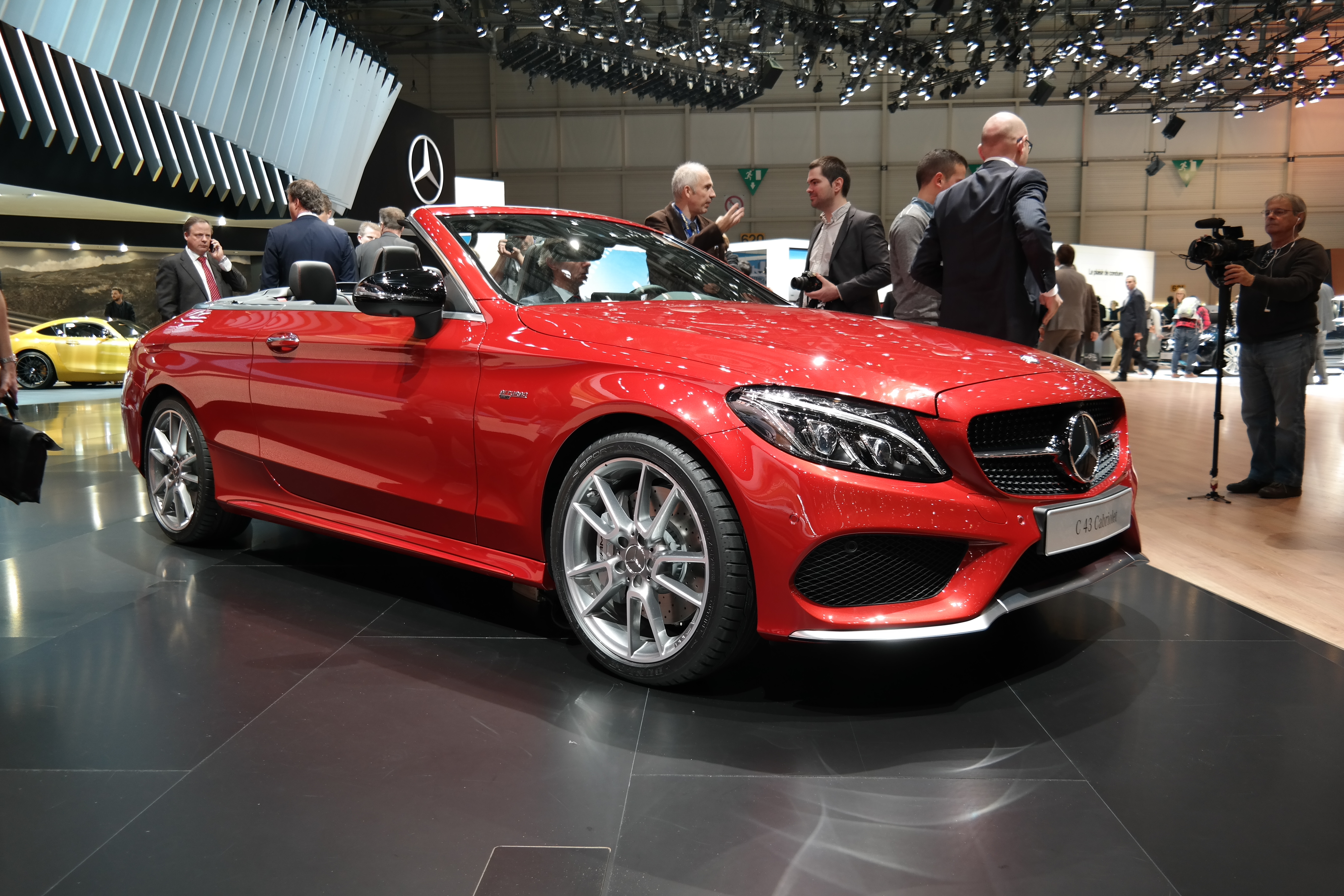
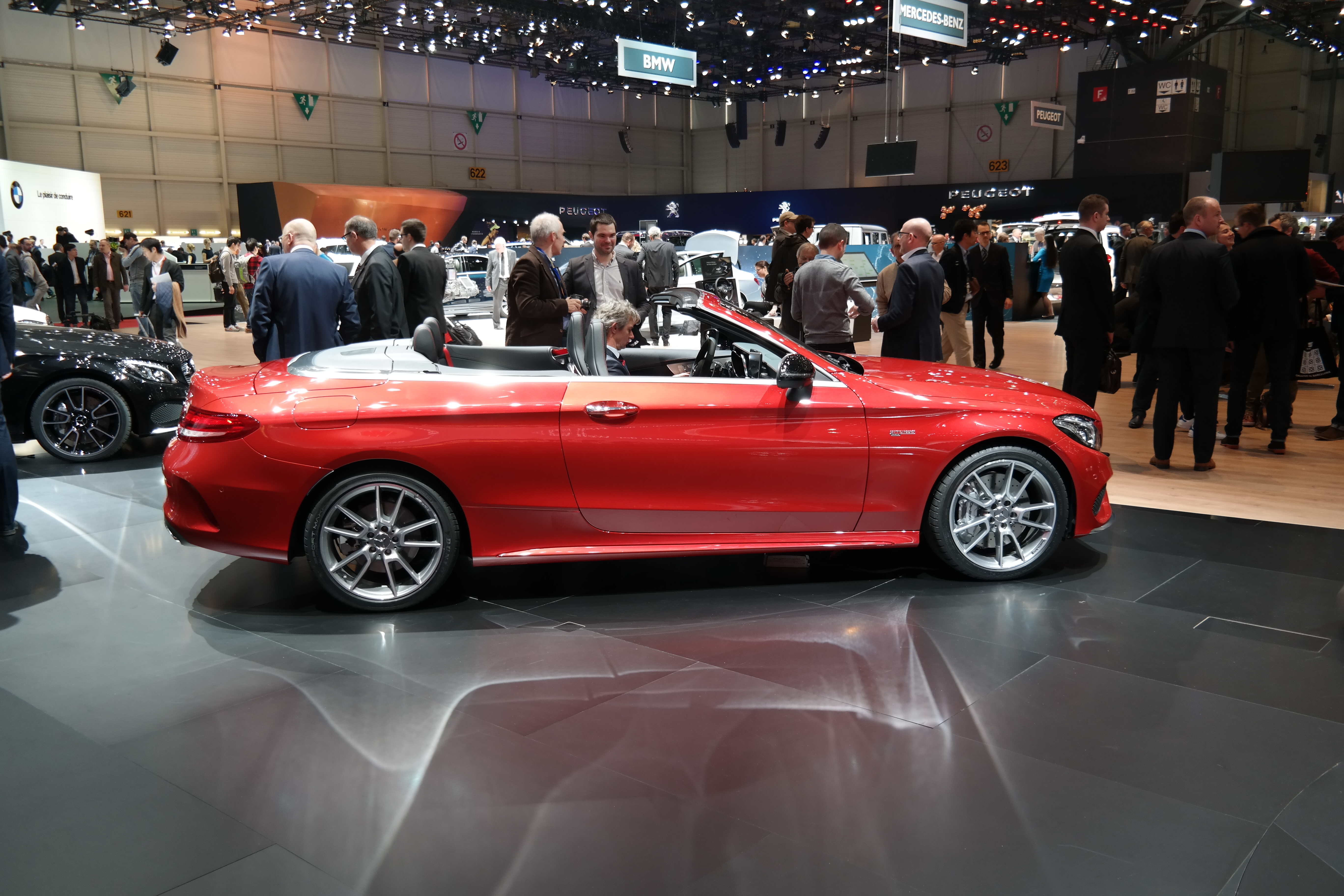

### Les différentes versions

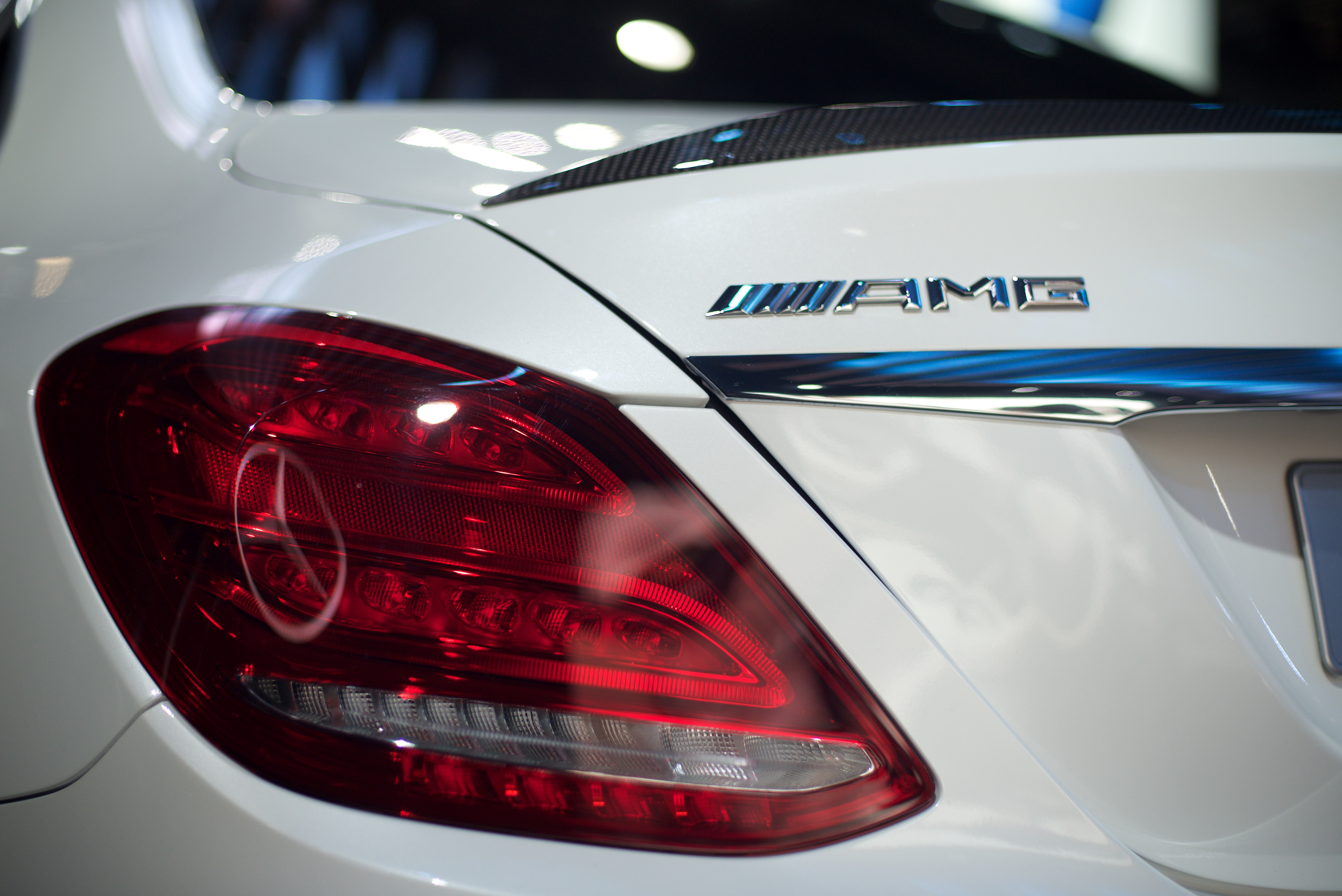

- AMG C 43 4MATIC : V6 - 3,0 L - 367 et 390ch - 0 à 100 km/h : 4,7 s - Vmax : 250 km/h.
- AMG C 63 :	V8 - 4,0 L - 462/476ch - 0 à 100 km/h : 4,1 s - Vmax : 260 km/h.
- AMG C 63-s :	V8 - 4,0 L - 510ch - 0 à 100 km/h : 4,0 s - Vmax : 280 km/h.

#### Séries spéciales
- C 63 AMG "Edition 1"
- C 63 AMG-S "Ocean Blue Edition"
- C 63 AMG-S "Night Edition"
- C 63 AMG "Legacy Edition" (2015, 10 exemplaires uniquement pour l'Afrique du Sud) - V8 4 L biturbo - 507 ch - 0 à 100 km/h : 4,2 s - Vmax : 250 km/h - BVA 7